# Sonotrella optima
Sonotrella optima är en insektsart som beskrevs av Andrej Vasiljevitj Gorochov 2002. Sonotrella optima ingår i släktet Sonotrella och familjen syrsor. Inga underarter finns listade i Catalogue of Life.